# Гхор
Гхор, также Эль-Гор (ивр. בקעת הירדן‎ — Бикъат ха-Ярден; араб. الغور‎ — Аль-Гавр, иные названия — Гор, Иорданская рифтовая долина) — тектоническая впадина, расположенная в современном Израиле, в Иордании и Сирии, на Западном берегу и Голанских высотах. Географический регион включает долину реки Иордан, долину Хула, Тивериадское озеро и Мёртвое море — самую низкую отметку на Земле.
Протяжённость с севера на юг составляет около 250 км, наибольшая ширина — 25 км. Впадина ограничена крутыми склонами относительной высотой 1000—1400 м. Не имеет внешнего стока. Климат и естественная растительность — полупустынные.

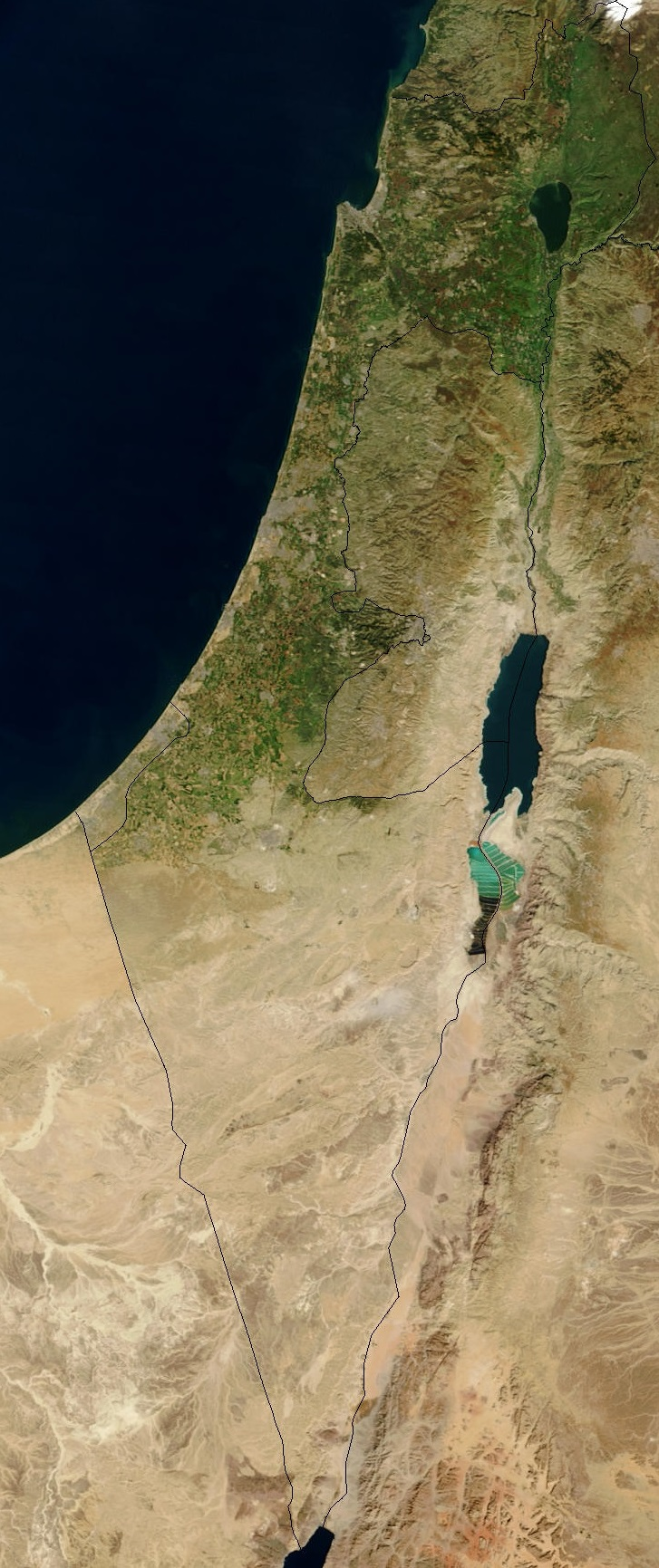
Спутниковый снимок Иорданской Рифтовой долины

Через долину проходит Шоссе 90.

## Происхождение и физические особенности
Гхор возник много миллионов лет назад в эпоху миоцена (23,8—5,3 млн лет назад), когда Аравийская тектоническая плита передвинулась на север, а затем на восток от Африки. Спустя миллион лет проход между Средиземным морем и Иорданской рифтовой долиной закрывается, и морская вода прекратила прибывать в долину.

### Разлом Мёртвого моря
Разлом или Рифт Мёртвого моря отделяет Аравийскую плиту от Африканской плиты, и соединяет Рифт Красного моря с Восточно-Анатолийским разломом в Турции. Весьма спорно толкование тектоники рифта Мёртвого моря. Существуют две противоречивые теории о происхождении котловины Мёртвого моря. Старая теория гласит, что котловина расположена в рифтовой зоне — продолжении Рифта Красного моря или даже Великой рифтовой долины Восточной Африки. Но новейшая теория настаивает на том, что Мёртвое море является следствием разлома вдоль будущего Мёртвого моря, создавшим расширение земной коры с последующим оседанием грунта.